# همون عشق قدیمی (ترانه)
«همون عشق قدیمی» (به انگلیسی: Same Old Love) تک‌آهنگی از خوانندهٔ آمریکایی سلنا گومز است. سلنا این آهنگ را برای دومین آلبوم استودیویی‌اش احیا ضبط کرد.

## اجرای زنده
گومز اولین اجرای تلویزیونی همون عشق قدیمی را در ۹ اکتبر ۲۰۱۵ در شوی الن دی‌جنرس به نمایش گذاشت. او هم‌چنین این آهنگ را در برنامه امروز به همراه بیا و بگیرش، خوش به حالت و من و ریتم اجرا کرد.

## موزیک ویدیو
موزیک ویدیوی همون عشق قدیمی توسط مایکل هوسمن کارگردانی شد. فیلم برداری این موزیک ویدیو در لس آنجلس انجام شده‌است.
در ابتدای ویدیو گومز لباس سیاه کوتاه به تن دارد. او هتلی را ترک می‌کند و سوار خودرویی سیاه می‌شود. او از پشت پنجرهٔ خیس ماشین خیابان‌های لس‌آنجلس را نگاه می‌کند. گومز به‌طور خلاصه شاهد این مناظر است: از جمله یک مادر مضطرب و پسرش، یک مرد مضطرب و لحظهٔ بوسهٔ یک زن و شوهر. سپس ماشین در مقابل یک سالن تئاتر می‌ایستد و گومز به داخل یک کلوب شبانه می‌رود. در انتهای ویدیو هم گومز بر روی صحنه‌ای ظاهر شده و همون عشق قدیمی را برای مردم اجرا می‌کند.